# Callopistria cristata
Callopistria cristata är en fjärilsart som beskrevs av Legrand 1965. Callopistria cristata ingår i släktet Callopistria och familjen nattflyn. Inga underarter finns listade i Catalogue of Life.